# Stefan Perceval
Stefan Perceval (1973) is een Vlaams acteur. Hij studeerde in 1997 af aan de Studio Herman Teirlinck.

## Carrière
Stefan Perceval had onder meer een rol in de langspeelfilms Ad fundum (1993) en Verboden te zuchten (2001). In de televisieserie Dennis uit 2002 en Crème de la Crème uit 2013 vertolkte hij een hoofdrol. Gastrollen in televisieseries kreeg hij in Terug naar Oosterdonk, David, Ontspoord en Vermist.
De stem is te horen in de Vlaamse nasynchronisatie van de Disney animatiefilm Bolt uit 2008.
Sinds 2014 heeft Perceval de artistieke leiding over theatergezelschap Het Gevolg uit Turnhout.

## Familie
Stefan Perceval is de jongste van drie broers Perceval alle drie actief in Vlaamse theatergezelschappen, Luk en Peter zijn de andere twee. Zijn vijf jaar jongere neef, Jeroen Perceval (een zoon van Luk), is eveneens acteur.

## Film en televisie
- Ad fundum (1993) – Carlo
- She Good Fighter (1995) – Verlinden
- Eenzaamheid is des mensen (1996)
- Dagen, maanden, jaren (1996) – Cipier
- Super (1997)
- Heterdaad (1997) - Joris
- Een jaloerse koe (1997)
- Diamant (1997) - Verdachte
- Gaston's War (1997) – Duitse soldaat
- Terug naar Oosterdonk (1997) - Geluidsman
- Striker Bob (1997) – Ed
- In de vlucht (1997)
- Big in Belgium (1997)
- Recht op Recht (1999) - Gepierste jongeman
- De aanspreker (1999)
- Flikken (1999) - Joachim Taverniers
- Verboden te zuchten (2001) – Joris
- Dennis (2002-2003) - Frederik Van Loon
- Witse (2005) - Joeri De Prins
- Linkeroever (2008) – Agent Eddy
- Bolt (2008) – Regisseur (stem in Vlaamse versie)
- Aspe (2009) - Ruben Daelmans
- David (2010) - Renaat Davenburg
- Pulsar (2010) – Bovenbuurman
- Witse (2010) – Luckas Renard
- Witse (2012) - Bruno Opstael
- Crème de la Crème (2013) – Hans
- Wolven (2013) - John Werbrouck
- Zone Stad (2013) - Sam
- Familie (2013) - Meneer Werbrouck
- Danni Lowinski (2013) - Stanny Lowinski
- Ontspoord (2013) - Luk Rutten
- De Kroongetuigen (2014) - Guy Oste
- Vermist (2014) - Hans Ottevaere
- Vermist (2016) - John Rijpens
- Coppers (2016) - Leo Dietvorst
- Chaussée d'Amour (2016) - Pastoor
- Crimi Clowns 2.0: Uitschot (2016) - Joris
- Crimi Clowns (2017) - Joris
- Gent-West (2017) - Clubeigenaar
- Patser (2018) - Rudy
- Fenix (2018) - Sergio
- 13 Geboden (2018) - Eric Loenders
- Gevoel voor tumor (2018) - Manfred
- Professor T. (2018) - Ludo Govaerts, cipier
- Over water (2018) - Marek
- Undercover (2019-2020) - Ludo, bewoner camping Zonnedauw
- Morten (2019) - Butler Paul
- Torpedo (2019) - Tamme
- Jachterwachter (2020) - Man met de gier
- Kom hier dat ik u kus (2020) - Marcus
- Fair Trade (2021) - Pierre Puttemans
- Dealer (2021) - Rechercheur
- Grond (2021) - Vincent
- Tschugger (2021-2022) - Mirko
- Transport (2022) - Paul
- FOMO (2022) - Hugo
- Zillion (2022) - Advocaat
- Okedoeibedankt (2022) - Clown
- Hotel Sinestra (2022) - Michael
- Zeevonk (2023) - Vader Ivo
- De twaalf (2023) - wetsdokter professor Sterckx
- Kameleon (2024) - Rudy
- Otis (2024) - Luk